# VfB Bottrop
VfB Bottrop is een Duitse voetbalclub uit Bottrop, Noordrijn-Westfalen.

## Geschiedenis
De club werd in 1900 opgericht als Verein für Turn- und Volksspiele Bottrop. In 1908 kwam er ook een voetbalafdeling bij de sportclub. Datzelfde jaar sloot de club zich bij de West-Duitse voetbalbond aan, een van de eerste wedstrijden was een 0:7 verlies tegen SuS Schalke 1896. Later nam de club de naam VfB Bottrop aan. In 1922 speelde de club voor het eerst op het hoogste niveau in de eerste klasse van de Nederrijncompetitie. De competitie werd over twee seizoenen gespeeld en na de heenronde stond de club op de laatste plaats, maar na de terugronde kon de club het behoud verzekeren. Bij het volgende seizoen eindigde de club in de heenronde in de betere middenmoot, maar speelde een minder goede terugronde en eindigde tiende op zestien clubs. Het volgende seizoen degradeerde VfB. In 1931 promoveerde de club weer en eindigde twee seizoenen in de middenmoot. Door de invoering van de Gauliga in 1933 moest de club echter weer een stap terugzetten.
Na de Tweede Wereldoorlog speelde de club in 1949/50 en van 1951 tot 1963 in de 2. Liga West (tweede klasse). In 1955 werd de club met één punt achterstand op Sportfreunde Hamborn 07 derde en miste net de promotie naar de Oberliga West. Het volgende seizoen eindigde de club samen met Meidericher SpV tweede, maar door een slechter doelsaldo miste VfB opnieuw de promotie. Na nog een derde plaats het volgende seizoen speelde de club enkele jaren in de middenmoot. Na twee mindere seizoenen werd de club in 1963 kampioen en zou zo promoveren naar de hoogste klasse, ware het niet dat na dit seizoen de Bundesliga werd ingevoerd als hoogste klasse. De club ging nu in de nieuwe Regionalliga West spelen, dat als tweede klasse fungeerde en werd daar zeventiende op twintig clubs. Doordat de competitie herleid werd naar achttien clubs degradeerde Bottrop. De club kwam nog terug voor de seizoenen 1965/66 en 1967/68 maar kon het behoud telkens niet verzekeren. In 1981 speelde de club nog één seizoen in de Oberliga Nordrhein, toen de derde klasse.
In 1990 dreigde een faillissement voor de club, maar dit kon afgewend worden. In 2012 promoveerde de club naar de Landesliga. 